# Estado estándar (termodinámica)
Es imposible determinar el valor absoluto de algunas magnitudes termodinámicas. En esos casos, solamente se puede calcular el valor correspondiente al cambio de esa magnitud cuando se varía algún parámetro como la presión o la temperatura. Por tanto, es importante definir una línea base (un cero de referencia) respecto a la cual podamos referir las variaciones. El estado estándar es esa línea base.
Los símbolos º y ⦵ se utilizan para referirse a estándar.
En el caso de una sustancia pura, el término estado estándar se aplica a la sustancia en un estado de agregación bien definido. Así, no tiene el mismo estado estándar el carbonato cálcico sólido cuando cristaliza como aragonito o como calcita.
Se pueden utilizar múltiples definiciones de estado estándar. Sin embargo, la comunidad científica tiende a usar las mismas definiciones, para que los resultados obtenidos por unos y otros sean fácilmente comparables. En este sentido la Unión Internacional de Química Pura y Aplicada (International Union of Pure and Applied Chemistry, IUPAC) recomienda el uso de los siguientes estados estándar dependiendo de la fase en que se encuentre el sistema (gas, líquido o sólido) y de si es una sustancia pura, una mezcla o una disolución:
- Gases (gas puro o mezcla gaseosa): el estado estándar para un gas es el estado (hipotético) correspondiente a la sustancia pura en fase gas a la presión estándar (pº), asumiendo que el gas se comporta como un gas ideal. En el caso de una mezcla gaseosa cada sustancia tendría su correspondiente estado estándar según la definición anterior.

- Sólido puro: es el estado de la sustancia pura en fase sólida a la presión estándar (pº)

- Líquido puro: es el estado de la sustancia pura en fase líquida a la presión estándar (pº)

- Mezclas (no gaseosas): el estado estándar, para cada una de las sustancias que forman la mezcla, es el estado de la sustancia pura en la fase líquida o sólida a la presión estándar (pº). (En este ámbito la IUPAC denomina mezcla a una fase gaseosa, o líquida , o sólida conteniendo más de una sustancia y donde todas las sustancias se tratan en la misma forma. El significado de la palabra mezcla en este ámbito corresponde a un tipo de lo que usualmente se denomina disolución. Por lo general, se aplica a sistemas donde todos los componentes son totalmente miscibles.)

- Disoluciones: en estos casos el estado estándar se define de forma diferente para el disolvente y para soluto.

- Para el disolvente corresponde al estado de la sustancia pura en fase sólida o líquida a la presión estándar (pº).
- El estado estándar para un soluto en una disolución se corresponde con el estado (hipotético) del soluto a la molalidad estándar (mº), bajo la presión estándar (pº) y comportándose el soluto como si estuviera en un disolución infinitamente diluida. Aunque es menos usada, también se puede utilizar la definición anterior sustituyendo mº por la concentración estándar cº. En algunos pocos casos también se usa la fracción molar estándar xº (xº=1) en vez de mº.

(La IUPAC denomina disoluciones a una fase líquida, o sólida conteniendo más de una sustancia y donde por conveniencia una o más sustancias, llamadas disolvente, son tratadas de forma diferente a otras llamadas soluto. Por lo general este concepto se aplica cuando el soluto (o solutos) no es totalmente miscible en el disolvente (o disolventes). Además el soluto suele estar en una proporción mucho más pequeña que el disolvente.)

## Valores de pº, mº, cº
El valor recomendado por la IUPAC para la presión estándar (pº) es de 105 Pa (igual a 1 bar). Sin embargo muchos de los datos publicados antes de 1982 utilizaban como presión estándar 101325 Pa (igual a 1 atm, llamada atmósfera estándar). Se pueden encontrar a veces valores de pº diferentes a los anteriores (por ejemplo pº=0 para gases), por ello, siempre hay que especificar el valor de pº utilizado. 
El valor recomendado para la molalidad estándar es mº = 1 mol kg-1 y para la concentración estándar cº=1 mol dm-3. Ambos valores son universalmente aceptados.

## Estado estándar y temperatura.
En la definición de estado estándar no interviene la temperatura. Por tanto cuando se den valores de magnitudes estándar hay que indicar la temperatura. Aunque para el cálculo de las magnitudes estándar se podría usar cualquier temperatura, los datos expresados en tablas hacen referencia fundamentalmente a : 0 K, 273,15 K, 293,15 K y 298,15 K. De las anteriores, la más usada es la de 298,15 K y por ello en muchos casos se cree que es parte de la definición de estado estándar y no es así.